# William Phillips (geólogo)
William Phillips, FRS (10 de mayo de 1775 - 2 de abril de 1828) fue un mineralogista y geólogo inglés. Interesado en mineralogía fue fundador de la Sociedad Geológica de Londres (1807).
Phillips era hijo de James Phillips, impresor y librero en Londres. Fue uno de los fundadores de la Sociedad Geológica de Londres. Su libro, Outlines of Mineralogy and Geology (1815) y Elementary Introduction to the Knowledge of Mineralogy (1816) que se convirtió en un manual indispensable. Su precisa geología inglesa, A selection of Facts from the Best Authorities, arranged so as to form an Outline of the Geology of England and Wales (1818), constituyó la base de la labor desarrollada por Phillips en colaboración con William Conybeare, de la que sólo se publicó la primera parte bajo el título de Outlines of the Geology of England and Wales (1822). Este libro tuvo una influencia decisiva en el desarrollo de la geología en Gran Bretaña. En este trabajo Phillips reeditó su descripción de los acantilados de Dover y de otras partes del Este de Kent. Phillips era miembro de la Sociedad Religiosa de los Amigos.
En 1796 él y su hermano Richard Phillips, con William Allen y Luke Howard, participaron en la formación de la Sociedad Askesian.
Una variedad de zeolita, la phillipsite, lleva su nombre.